# Chevaigné
Chevaigné (tiếng Breton: Kavaneg, Gallo: Chaevaènyaé) là một xã của tỉnh Ille-et-Vilaine, thuộc vùng Bretagne, miền tây bắc nước Pháp.

## Dân số
Người dân ở Chevaigné được gọi là Chevainéens.
| Năm | 1962 | 1968 | 1975 | 1982 | 1990 | 1999 | 2007 |
| --- | ---- | ---- | ---- | ---- | ---- | ---- | ---- |
| Dân số | 660  | 705  | 773  | 972  | 1335 | 1620 | 1988 |
| From the year 1962 on: No double counting—residents of multiple communes (e.g. students and military personnel) are counted only once. |      |      |      |      |      |      |      |